# Wojciech Boroński
Wojciech Marek Boroński (ur. 28 marca 1947 we Wronkach, zm. 17 lutego 2021 w Katowicach) – polski samorządowiec, wiceprezydent Katowic i przewodniczący Rady Miasta Katowice, działacz społeczny.

## Życiorys
Syn Antoniego i Walentyny. Był pracownikiem naukowym Wydziału Transportu Politechniki Śląskiej, gdzie zakładał struktury NSZZ „Solidarność”. Z uwagi na swoją działalność był rozpracowywany przez funkcjonariuszy katowickiego Wojewódzkiego Urzędu Spraw Wewnętrznych (1983-1987). Od 1990 roku zajął się polityką na szczeblu lokalnym, piastując w latach 1990-1998 funkcję wiceprezydenta Katowic, odpowiedzialnego m.in. za gospodarkę mieniem miasta oraz działalność gospodarczą. W latach 1990-2006 był radnym Rady Miasta Katowice, startując m.in. z ugrupowania Forum Samorządowe i Piotr Uszok. W latach 1998-2002 pełnił funkcję Przewodniczącego Rady Miasta, a w latach 1995-1997 był Członkiem Zarządu Śląskiego Związku Gmin i Powiatów. Po 2007 roku wycofał się z czynnej polityki.
Był członkiem licznych organizacji, m.in. Stronnictwa Konserwatywno-Ludowego - Ruch Nowej Polski, Związku Górnośląskiego, Klubu Inteligencji Katolickiej i Ligi Obrony Kraju, gdzie od 1991 roku pełnił funkcję Wiceprezesa Zarządu Głównego oraz Prezesa Śląskiej Organizacji Wojewódzkiej LOK. Był jednym z założycieli Katolickiej Fundacji Pomocy Dzieciom, katowickiego Domu Aniołów Stróżów oraz Polsko-Niemieckiego Stowarzyszenia im. Stanisława Bieniasza. Zasiadał również w radzie parafialnej kościoła Świętych Apostołów Piotra i Pawła w Katowicach.
W 2000 został odznaczony Srebrnym Krzyżem Zasługi.